# (151657) Finkbeiner
(151657) Finkbeiner est un astéroïde de la ceinture principale.

## Description
(151657) Finkbeiner est un astéroïde de la ceinture principale. Il fut découvert le 11 décembre 2002 à l'observatoire d'Apache Point par le programme Sloan Digital Sky Survey. Il présente une orbite caractérisée par un demi-grand axe de 2,63 UA, une excentricité de 0,16 et une inclinaison de 10,1° par rapport à l'écliptique.

## Compléments